# La Plana (Pinós)
La Plana o La Plana de les Planes és un pla ocupat per camps de cultiu del poble de Pinós, al municipi del mateix nom (Solsonès) situada al NO de la masia de les Planes i a uns 788 metres d'altitud.